# Agnès Barthélémy
Agnès Barthélémy é uma física francesa, especialista em nanoestruturas. É professora da Universidade Paris-Sul.

## Prêmios
- 2008: Prix Louis-Ancel
- 2010: Médaille d'argent du CNRS
- 2017: Prix Lazare-Carnot[1]